# Trichardopsis dolicharista
Trichardopsis dolicharista är en tvåvingeart som beskrevs av Pavel Lehr 1963. Trichardopsis dolicharista ingår i släktet Trichardopsis och familjen rovflugor. Inga underarter finns listade i Catalogue of Life.